# Comunicazioni obbligatorie
Le comunicazioni obbligatorie (abbreviato CO) indicano, nell'ambito del diritto del lavoro italiano un sistema di comunicazioni che sono obbligatorie, a carico di vari soggetti. Devono essere inviate dai datori di lavoro (o loro intermediari) vengono raccolte sul Nodo di Coordinamento Nazionale accordato sul Sistema Informativo Unitario del Ministero del Lavoro e delle Politiche Sociali, secondo quanto previsto all'art. 13 del d.lgs. 14 settembre 2015, n. 150. 
Il sistema è informatizzato è gestito con modalità di cooperazione applicativa da un soggetto centrale - il Ministero del lavoro e delle politiche sociali - e da altri soggetti - le Regioni, l'INPS, l'INAIL, le Prefetture - che con questo collaborano fornendo dati o scambiandoli, in relazione alle assunzioni di lavoratori o altri soggetti obbligati.

## Disciplina normativa
La norma principale in tema è la legge Biagi (d. lgs. 10 settembre 2003 n. 276), che all'art. 17, prevedeva varie disposizioni di modifica delle norme previste per l'assunzione dei lavoratori, in primis il d. lgs. 21 aprile 2000, n. 181. Le comunicazioni obbligatorie on line per l'assunzione dei lavoratori sono state istituite dalla legge 27 dicembre 2006, n. 296, art. 1, commi da 1180 a 1185, recante la (legge finanziaria per l'anno 2007).
Il Decreto Interministeriale 30 ottobre 2007, di concerto tra Ministro del lavoro e della previdenza sociale e Ministero per le riforme e le innovazioni nella pubblica amministrazione, ha introdotto disposizioni tecniche per l'effettuazione di tale attività, come ad esempio l'utilizzo di modelli dedicati; i principali sono il "Modello Unificato Lav" ("UniLav") e il Modello Unificato Somm" ("UniSomm"). 
Il sistema è entrato a regime il 1º marzo 2008, tranne nella Provincia autonoma di Bolzano, dove per esigenze di bilinguismo l'avvio del sistema è rinviato al 1º dicembre 2008. Con apposito Decreto del Ministero del lavoro e della previdenza sociale del 24 gennaio 2008, il sistema è stato esteso anche ai lavoratori marittimi, un primo tempo a far data dal 1º aprile 2008, spostata in seguito, al 1º agosto 2008. Tale sistema è definito Sistema Informatico UNIMARE, e diversamente dal sistema ordinario è gestito solo a livello centrale prima dal Ministero del lavoro e poi dal 2015 dall'"ANPAL-Agenzia Nazionale Politiche Attive di Lavoro"..

## La banca dati ministeriale
Il sistema informatico è "federato" ovvero basato su una serie di nodi regionali collegati tra loro per il tramite del nodo centrale presso il Ministero del lavoro e delle politiche sociali. La trasmissione dei dati avviene tramite i Servizi messi a disposizione dalle regioni cui la legge Bassanini ha conferito il compito del monitoraggio del mercato del lavoro.
Alle Regioni spettano la definizione delle modalità con cui trasmettere i dati, le regole e le soluzioni per accreditarsi e realizzare la trasmissione, mentre il Ministero del lavoro e delle politiche sociali, invece, organizza l'elenco ufficiale dei servizi informatici implementandoli nel nodo centrale. La comunicazione viene quindi indirizzata ai differenti destinatari che hanno titolo a riceverla (Enti previdenziali ed assicurativi, uffici territoriali dell'Ispettorato Nazionale del Lavoro, il Ministero stesso ed eventuali altre Regioni di competenza) utilizzando l'infrastruttura di cooperazione realizzata dal Ministero del Lavoro e dalle Regioni.
Tuttavia, non tutte le Regioni hanno organizzato il sistema, pertanto per evitare la paralisi del sistema, ed in via transitoria in attesa dell'implementazione regionale, il Ministero del lavoro e delle politiche sociali mette a disposizione dei soggetti obbligati ed abilitati un dominio transitorio per consentire l'invio informatico nel caso di mancata attivazione dei sistemi informatici regionali.
Le Regioni che accedono al dominio transitorio sono: Molise, Sicilia, Provincia di Trento. La Basilicata dal luglio 2008, la Sardegna dall'ottobre 2008 e la Calabria dal luglio 2009, la Campania dal maggio 2011, non utilizzano più il dominio transitorio ministeriale.

## Funzione
Con tale sistema si invia una sola comunicazione ai fini dell'adempimento a tutti gli obblighi prima previsti nei casi di instaurazione, trasformazione, proroga e cessazione del rapporto di lavoro, a vari soggetti, su differenti comunicazioni cartacee.
La comunicazione sostituisce le vecchie modalità di comunicazione che le aziende inoltravano:
- ai Centri per l’impiego (note come CPI), per il monitoraggio del mercato del lavoro;
- all'INPS, per il versamento dei contributi previdenziali;
- all'INAIL, per il versamento del premio di assicurazione contro gli infortuni;
- al Ministero del Lavoro e delle Politiche Sociali (in precedenza all'ANPAL), per eventuali controlli da parte della Ispettorato nazionale del lavoro.

Permangono in diversi settori ulteriori adempimenti specifici, non aboliti dall'introduzione della CO. Infatti, per i lavoratori dello spettacolo vige tuttora, ed in contemporanea alle CO, anche l'obbligo di richiesta telematica del certificato di agibilità all'ex Enpals, ora incorporata nell'INPS, ossia del documento che comunica all'ente i dati dei lavoratori ai fini contributivi. In pratica quindi, per ogni soggetto sia autonomo che subordinato operante nello spettacolo, è obbligatorio redigere telematicamente una doppia comunicazione solo in parte sovrapponibile, poiché la comunicazione preventiva di assunzione concerne il portare a conoscenza dell'Enpals l'attivazione di un rapporto di lavoro (sia esso subordinato, parasubordinato e persino autonomo - diversamente da qualunque altro settore di lavoro, ove l'autonomo è esonerato), mentre il certificato di agibilità riguarda l'assolvimento preventivo del pagamento dei contributi: in pratica assicura che il datore di lavoro o committente non abbia debiti previdenziali con l'Enpals, poiché in tal caso l'agibilità non viene rilasciata, salvo pagamento del pregresso debito.

## Oggetto delle comunicazioni
I rapporti di lavoro da comunicare al sistema CO non sono solo quelli di lavoro subordinato, ma tendenzialmente tutti, anche quelli parasubordinati ed autonomi.
In particolare, secondo la circolare del Ministero del lavoro e della previdenza sociale 14 febbraio 2007, n. 4746, bisogna comunicare:
- rapporti di lavoro subordinato dipendente di tipo privato;
- il rapporto di lavoro dei dirigenti;
- il rapporto di lavoro nautico e aeronautico (disciplinato dal codice della navigazione);
- il rapporto di lavoro alle dipendenze delle pubbliche amministrazioni italiane (fatta eccezione per quelli in regime di diritto pubblico di cui all'art. 3 del d.lgs. 30 marzo 2001, n. 165);
- il rapporto di lavoro di collaborazione coordinata e continuativa nelle pubbliche amministrazioni statali ed equiparate (art. 7, dgs. n. 165/2001) o negli enti locali italiani (art. 110, comma 6, d.lgs. 267/2000[4]);
- il rapporto di lavoro autonomo in forma coordinata e continuativa dell'art. 409, punto 3, del codice di procedura civile;
- il rapporto di lavoro di agenzia e di rappresentanza commerciale, se caratterizzati da prestazione coordinata e continuativa prevalentemente personale;
- il rapporto di lavoro autonomo in forma coordinata nella modalità a progetto di cui all'art. 61 e ss. del d.lgs. 10 settembre 2003, n. 276;
- il rapporto di lavoro di collaborazione occasionale, di cui all'art. 61, comma 2, d.lgs. n. 276/2003, nella quale pur mancando la continuità sussiste il coordinamento con il committente (cosiddetto "mini-co.co.co.");
- il rapporto di lavoro sportivo subordinato (disciplinato dalla legge 23 marzo 1981, n. 91);
- il rapporto di lavoro di prestazione sportiva, di cui all'art. 3 della legge 23 marzo 1981, n. 91 se svolto in forma di collaborazione coordinata e continuativa e le collaborazioni individuate e disciplinate dall'art. 90 della legge 27 dicembre 2002, n, 289;
- il rapporto di lavoro per le prestazioni rientranti nel settore dello spettacolo, ai sensi dell'art. 1 della Legge n. 8 gennaio 1979, n. 8[5], per le quali vige l'obbligo di assicurazione ex ENPALS;
- i rapporti di lavoro del socio lavoratore di cooperativa, ai sensi dell'art. 1, comma 3, L. n. 142/2001, sia quale rapporto di lavoro subordinato o di collaborazione coordinata e continuativa, così come individuati nei punti precedenti, stipulati con i soci lavoratori;
- i rapporti di associazione in partecipazione, di cui all'art. 2549 cod. civ., solo se caratterizzati dall'apporto di lavoro, anche non esclusivo, da parte dell'associato, con la sola esclusione dei lavoratori già iscritti ad albi professionali[6];
- i tirocini di formazione e orientamento e ad ogni altro tipo di esperienza lavorativa ad essi assimilata, come quelli di cui all'art. 18 della legge n. 196/1997 e dal relativo regolamento di attuazione D.M. n. 142/1998, nonché quelli disciplinati da leggi regionali, ma anche quelli inclusi nei piani di studio dalle università e dagli istituti scolastici sulla base di norme regolamentari (ad es. borse lavoro, lavori socialmente utili, le borse post-dottorato di ricerca, ecc.);
- i rapporti di collaborazione familiare (colf, cameriere, giardinieri, ecc.) ai sensi della legge n. 339/1958, ma per il tramite dei servizi telematici INPS;
- i rapporti dei soci di società di persone o i collaboratori nell'impresa familiare di cui all'art. 230-bis cod. civ., ma per il tramite dei servizi telematici INAIL ai sensi dell'art. 23 DPR n. 1124/1965.

## Soggetti interessati
La legge n. 296/2006 individua vari soggetti interessati:
1. i soggetti obbligati a presentare la comunicazione obbligatoria;
2. i soggetti intermediari abilitati ad effettuare la comunicazione obbligatoria;
3. i soggetti pubblici destinatari della comunicazione, con funzioni di controllo e monitoraggio.

Sono soggetti obbligati:
- i datori di lavoro privati, intesi quali persona, fisica e giuridica, titolare del rapporto di lavoro, sia esso lavoro autonomo, un preponente con contratto di agenzia e rappresentanza, un associante nell'associazione in partecipazione, un soggetto promotore di tirocini e altre esperienze assimilate finalizzate all'assunzione.
- i datori di lavoro pubblici, ovvero le Pubbliche Amministrazioni intesi come tutte le amministrazioni dello Stato, compresi gli Istituti e le scuole di ogni ordine e grado, le aziende ed amministrazioni dello stato ad ordinamento autonomo, le regioni, le province, i comuni, le comunità montane, le Università, le Camere di commercio, gli enti pubblici non economici, le ASL, l'Aran;
- gli Enti pubblici economici, cioè gli enti pubblici che producono di beni e servizi, per i quali si applicano le norme dell'impresa privata;
- le Agenzie di somministrazione.

Sono soggetti intermediari abilitati:
- i datore di lavoro privati, gli enti pubblici economici e le pubbliche amministrazioni, in quanto come datori di lavoro possono ovviamente effettuate tutte le comunicazione previste dalla legge;
- agenzie di somministrazione;
- i consulenti del lavoro, muniti di delega, nonché gli avvocati, dottori commercialisti, ragionieri e periti commerciali, purché abbiano dato comunicazione alla Direzione Territoriale del Lavoro competente;
- le Associazioni di categoria per le imprese artigiane, agricole, piccole imprese, cooperative, o altre associazioni di categoria dei datori di lavoro;
- le agenzie per il lavoro;
- i soggetti promotori di tirocini.

Sono soggetti pubblici interessati:
- i Centri per l’impiego che ricevono le comunicazioni esclusivamente mediante il nodo di coordinamento del sistema informatico della propria Regione tramite lo snodo centrale del Ministero;
- il Ministero del lavoro e delle politiche sociali attraverso le regole di cooperazione applicativa provvede ad inviare tutte le comunicazioni al nodo di coordinamento nazionale, ubicato a Roma, che verranno messe a disposizione degli altri soggetti;
- le Direzioni Territoriali del Lavoro riceve le informazioni dei rapporti di lavoro comunicati su tutto il territorio nazionale attraverso i propri servizi di rete interna, per i relativi controlli da parte degli Ispettori del lavoro;
- l'INPS e l'INAIL, che con il sistema di cooperazione applicativa, ricevono le informazioni sui rapporti di lavoro per i contributi versati a favore del lavoratore;
- le Prefetture - Uffici Territoriali di Governo, per le relative competenze dei lavoratori extracomunitari.